# Saint-Victor-de-Chrétienville
Pour les articles homonymes, voir Saint-Victor.
Saint-Victor-de-Chrétienville est une commune française située dans le département de l'Eure, en région Normandie.
Les habitants de cette commune sont appelés les Christovictoriens et les Christovictoriennes.

## Géographie
Entourée par les communes de Plainville, Grand-Camp et Caorches-Saint-Nicolas, Saint-Victor-de-Chrétienville est située à 7 km de Bernay, et à 22 km au sud-est de Lisieux, la plus grande ville aux alentours.
Situé à 170 m d'altitude, le village de Saint-Victor-de-Chrétienville a pour coordonnées géographiques 49° 4' 25 nord, 0° 30' 54 est.
La commune est proche du parc naturel régional des Boucles de la Seine normande à environ 31 km.
La commune de Saint Victor, est composée de 16 hameaux :
- la Mare Auger
- la Londe
- l'Epineraie
- la Vallée Hareng
- le Haucard
- la Gruelle
- le Tuillet
- les Quatre Vents
- la Censerie
- le Bourg
- les Vallots
- Chrétienville
- Montenay
- le Bosc-l'Abbé
- la Henrière
- la Frovillière

### Hydrographie
La commune est située dans le bassin Seine-Normandie. Elle n'est drainée par aucun cours d'eau,.

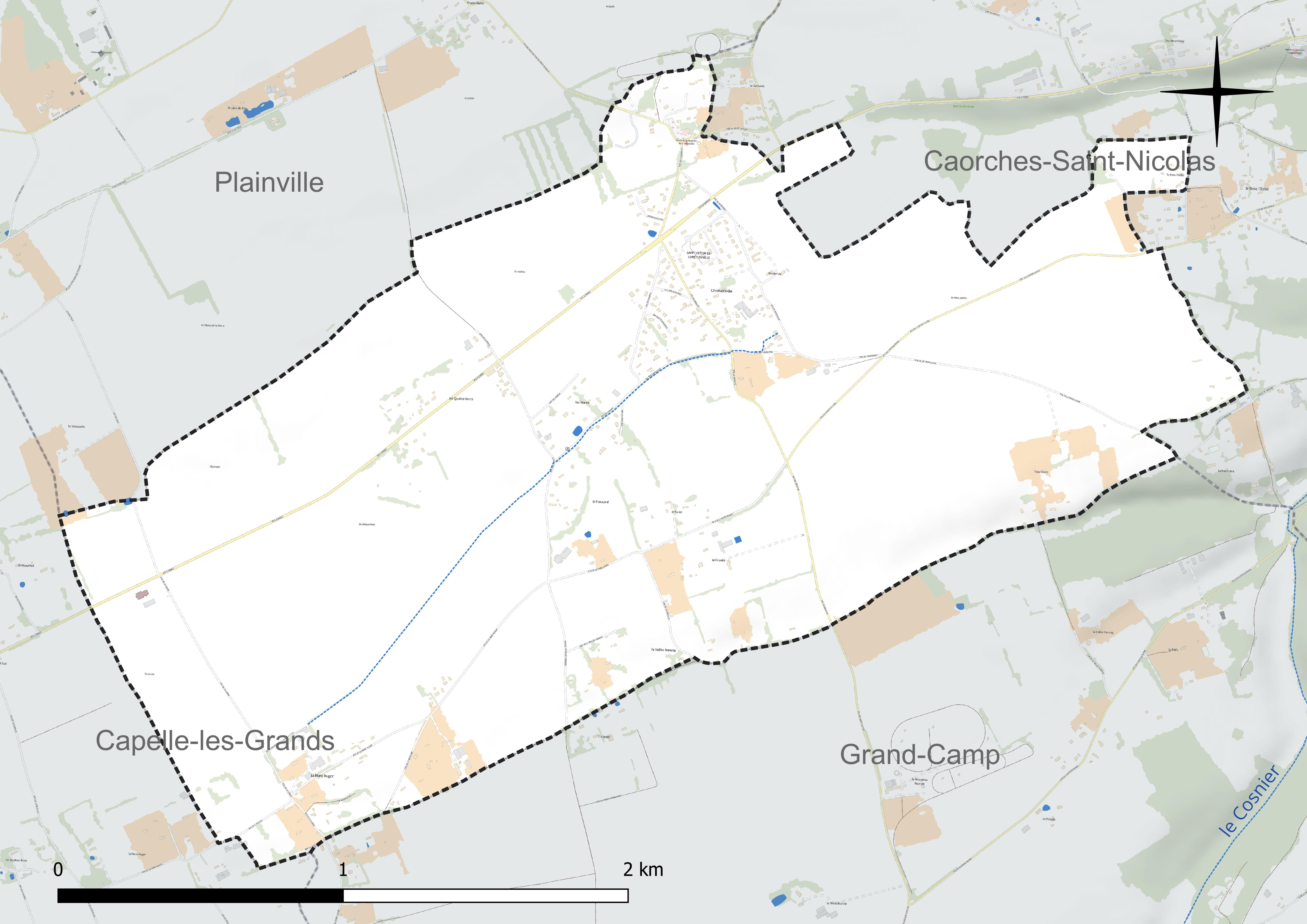
Réseau hydrographique de Saint-Victor-de-Chrétienville.

### Climat
Pour des articles plus généraux, voir Climat de la Normandie et Climat de l'Eure.
En 2010, le climat de la commune est de type climat océanique dégradé des plaines du Centre et du Nord, selon une étude du CNRS s'appuyant sur une série de données couvrant la période 1971-2000. En 2020, Météo-France publie une typologie des climats de la France métropolitaine dans laquelle la commune est exposée à un climat océanique et est dans la région climatique  Côtes de la Manche orientale, caractérisée par un faible ensoleillement (1 550 h/an) ; forte humidité de l’air (plus de 20 h/jour avec humidité relative > 80 % en hiver), vents forts fréquents. Parallèlement le GIEC normand, un groupe régional d’experts sur le climat, différencie quant à lui, dans une étude de 2020, trois grands types de climats pour la région Normandie, nuancés à une échelle plus fine par les facteurs géographiques locaux. La commune est, selon ce zonage, exposée à un « climat contrasté des collines », correspondant au Pays d’Auge, Lieuvin et Roumois, moins directement soumis aux flux océaniques et connaissant toutefois des précipitations assez marquées en raison des reliefs collinaires qui favorisent leur formation.
Pour la période 1971-2000, la température annuelle moyenne est de 10 °C, avec  une amplitude thermique annuelle de 13,7 °C. Le cumul annuel moyen de précipitations est de 845 mm, avec 12,6 jours de précipitations en janvier et 8,6 jours en juillet. Pour la période 1991-2020, la température moyenne annuelle observée sur la station météorologique la plus proche, située sur la commune de Bernay à 6 km à vol d'oiseau, est de 10,9 °C et le cumul annuel moyen de précipitations est de 666,9 mm,. Pour l'avenir, les paramètres climatiques de la commune estimés pour 2050 selon différents scénarios d’émission de gaz à effet de serre sont consultables sur un site dédié publié par Météo-France en novembre 2022.

## Urbanisme

### Typologie
Au 1er janvier 2024, Saint-Victor-de-Chrétienville est catégorisée commune rurale à habitat dispersé, selon la nouvelle grille communale de densité à 7 niveaux définie par l'Insee en 2022.
Elle est située hors unité urbaine. Par ailleurs la commune fait partie de l'aire d'attraction de Bernay, dont elle est une commune de la couronne,. Cette aire, qui regroupe 36 communes, est catégorisée dans les aires de moins de 50 000 habitants,.

### Occupation des sols
L'occupation des sols de la commune, telle qu'elle ressort de la base de données européenne d’occupation biophysique des sols Corine Land Cover (CLC), est marquée par l'importance des territoires agricoles (99,8 % en 2018), une proportion identique à celle de 1990 (99,8 %). La répartition détaillée en 2018 est la suivante : 
terres arables (67,7 %), prairies (32,1 %), forêts (0,2 %). L'évolution de l’occupation des sols de la commune et de ses infrastructures peut être observée sur les différentes représentations cartographiques du territoire : la carte de Cassini (XVIIIe siècle), la carte d'état-major (1820-1866) et les cartes ou photos aériennes de l'IGN pour la période actuelle (1950 à aujourd'hui).

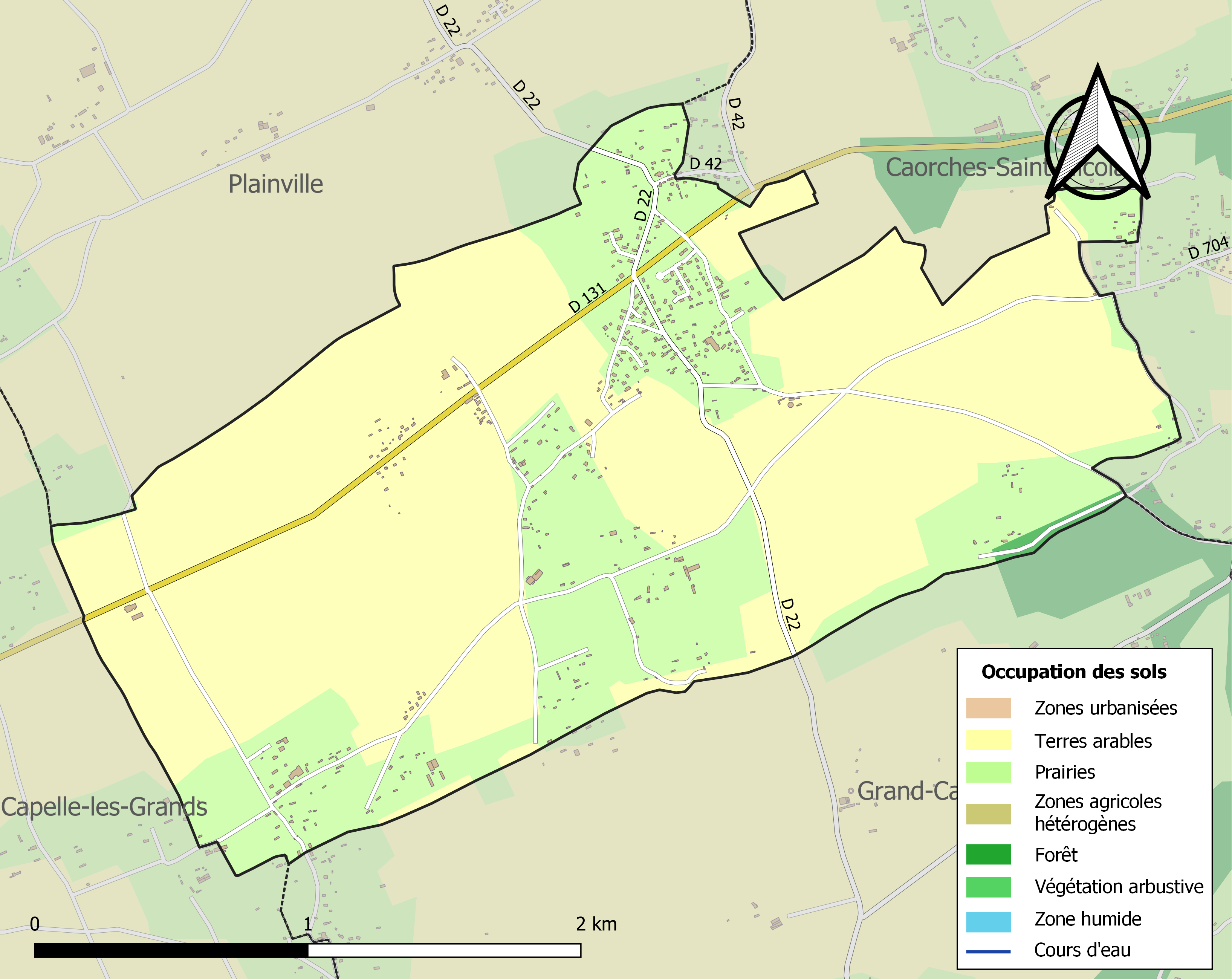
Carte des infrastructures et de l'occupation des sols de la commune en 2018 (CLC).

## Toponymie
C'est dans une charte donnée en 1262, en faveur du prieuré Saint-Nicolas de Maupas situé à Capelle-les-Grands, que l'on rencontre la plus ancienne mention parrochia Sancti Victoris de Christianivilla. On trouve par la suite, en 1327, dans le cartulaire de l'abbaye de Saint-Taurin d'Évreux Saint Victor de Crestienville, puis Saint Victor de Crétienville au XVIIe siècle (note de la Chambre des comptes).
Saint-Victor est un hagiotoponyme, le saint patron du lieu est saint Victeur (ou Victor ou Victoire, en latin Victurius), évêque du Mans à la fin du Ve siècle.
Avant la construction de l'Église Saint-Victor, le bourg primitif du village se trouvait au hameau de Chrétienville.
Chrétienville (« ville de Chrétien ») est devenu le nom d’un simple hameau éponyme de Saint-Victor-de-Chrétienville. Une famille y porte encore ce nom dans les années 1980.

## Histoire
Lors de la Révolution française, le village est renommé « Victor de Chrétienville » par vote du conseil municipal, retirant la particule de « Saint », symbole de la religion.
En août 1944, un convoi de véhicules allemands chargé de munitions rejoignait le front, et fut bombardé entre Saint-Victor et Capelles-les-Grands, par l'aviation anglaise.

## Politique et administration
| Période                                  | Période  | Identité             | Étiquette | Qualité                     |
| ---------------------------------------- | -------- | -------------------- | --------- | --------------------------- |
| novembre 1794                            | ?        | Jean-Baptiste Douis  |           |                             |
| 28 janvier 1849                          | 1858     | François Déménages   |           | Cultivateur                 |
| 1858                                     | 1870     | Victor Peulvey       |           | Industriel en rubanerie     |
| 1870                                     | 1873     | François Desménages  |           | Cultivateur                 |
| 1873                                     | 1899     | Eugène-Adrien Hébert |           | Industriel en rubanerie     |
| 1899                                     | 1919     | Pierre-Adrien Hébert |           | Industriel en rubanerie     |
| 1919                                     | 1925     | Michel Chanet        |           | Cultivateur                 |
| 1925                                     | 1938     | Jules-Léon Mabire    |           | Cultivateur                 |
| 1938                                     | 1944     | Fernand Delapille    |           | Cultivateur                 |
| 1944                                     | 1958     | Henri Thuret         |           | Cultivateur                 |
| 1977                                     | 1989     | Bernard Faisant      |           | Instituteur                 |
| mars 1989                                | En cours | Georges Mézière      | UDI       | Retraité ingénieur agricole |
| Les données manquantes sont à compléter. |          |                      |           |                             |

## Liste des curés de Saint-Victor
- 1461 - ???? abbé Robert Roussel.
- 1780 - 1808 abbé Gilles Fleury.
- 1808 - 1827 abbé Trinité.
- 1827 - 1832 abbé Bénard.

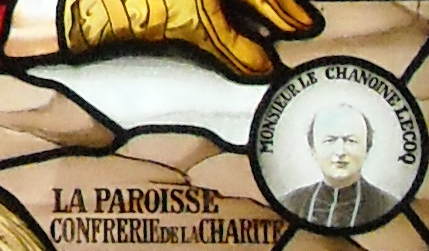
Portrait du chanoine Lecoq, sur l'un des vitraux de l'église.

- 1832 - 1876 abbé Victor Hypolite Lavaley.
- 1876 - 1913 chanoine Pierre Lecoq.
- 1914 - 1949 abbé Henri Lecœur.
- 1949 - 1952 abbé Léon Catelin.
- 1952 - 1960 abbé André Jouvin.
- 1960 - 1970 abbé Jean Faict.
- 1970 - 1983 abbé Raymond Bardel.
- 1983 - 1993 abbé Michel Bigot.
- 1993 - 2009 abbé Jacques Castel.
- 2009 - en cours abbé Jean-Pierre Délogé.

## Démographie
L'évolution du nombre d'habitants est connue à travers les recensements de la population effectués dans la commune depuis 1793. Pour les communes de moins de 10 000 habitants, une enquête de recensement portant sur toute la population est réalisée tous les cinq ans, les populations de référence des années intermédiaires étant quant à elles estimées par interpolation ou extrapolation. Pour la commune, le premier recensement exhaustif entrant dans le cadre du nouveau dispositif a été réalisé en 2004.

En 2022, la commune comptait 439 habitants, en évolution de −4,77 % par rapport à 2016 (Eure : −0,25 %, France hors Mayotte : +2,11 %).
| 1793 | 1800 | 1806 | 1821 | 1831 | 1836 | 1841 | 1846 | 1851 |
| ---- | ---- | ---- | ---- | ---- | ---- | ---- | ---- | ---- |
| 546  | 535  | 601  | 531  | 531  | 489  | 513  | 507  | 477  |

| 1856 | 1861 | 1866 | 1872 | 1876 | 1881 | 1886 | 1891 | 1896 |
| ---- | ---- | ---- | ---- | ---- | ---- | ---- | ---- | ---- |
| 446  | 421  | 373  | 345  | 354  | 359  | 333  | 301  | 283  |

| 1901 | 1906 | 1911 | 1921 | 1926 | 1931 | 1936 | 1946 | 1954 |
| ---- | ---- | ---- | ---- | ---- | ---- | ---- | ---- | ---- |
| 278  | 271  | 253  | 229  | 202  | 195  | 186  | 201  | 215  |

| 1962 | 1968 | 1975 | 1982 | 1990 | 1999 | 2004 | 2006 | 2009 |
| ---- | ---- | ---- | ---- | ---- | ---- | ---- | ---- | ---- |
| 200  | 189  | 220  | 300  | 346  | 376  | 409  | 415  | 447  |

| 2014 | 2019 | 2022 | - | - | - | - | - | - |
| ---- | ---- | ---- | - | - | - | - | - | - |
| 452  | 446  | 439  | - | - | - | - | - | - |

La commune connaît depuis 2017 une très forte augmentation de sa population.

## Lieux et monuments

### Église Saint-Victor

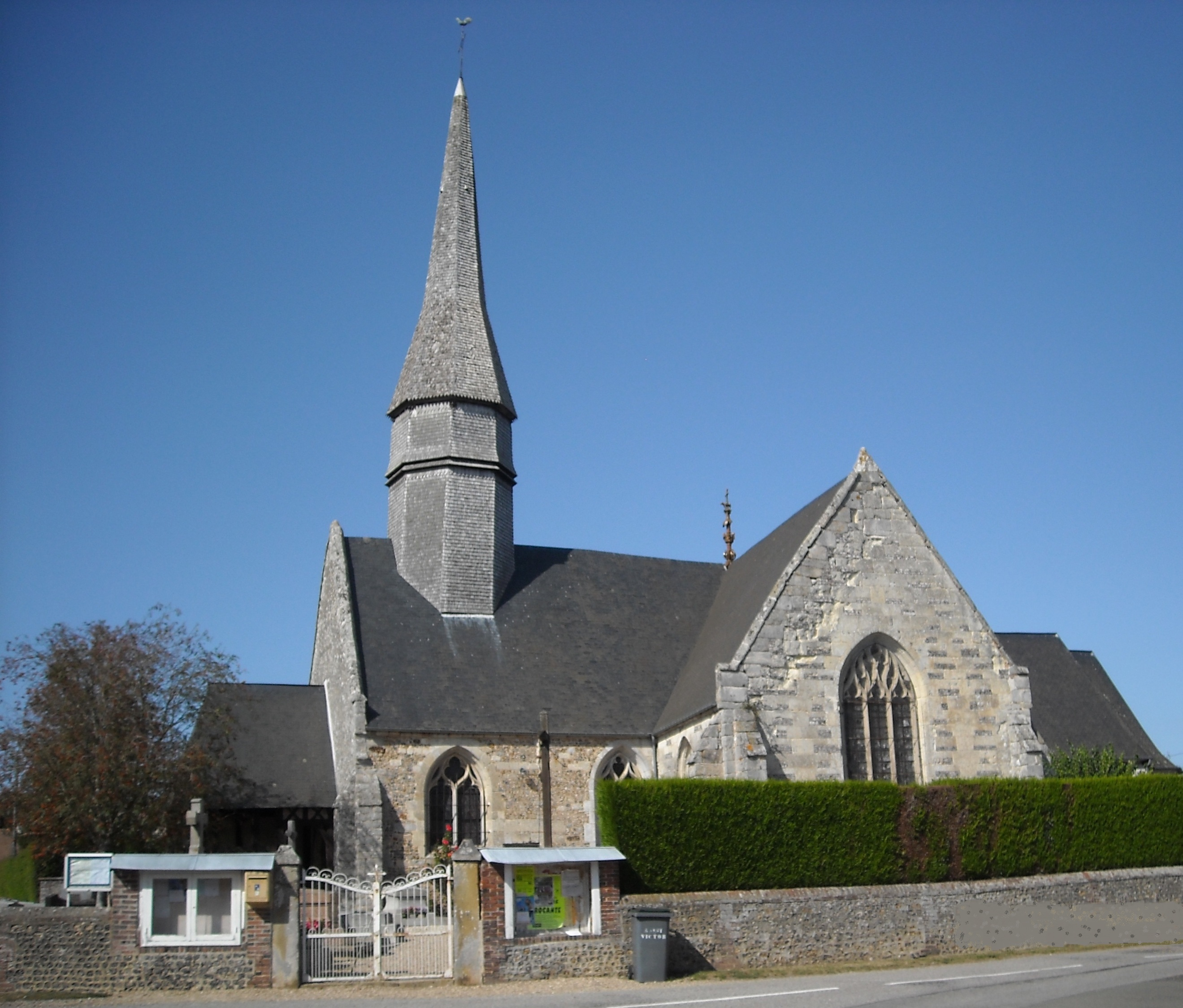
Église Saint-Victor.

Datant de la fin du XIe siècle ou du XIIe siècle, l'église a été remaniée au XIIIe siècle puis complétée par deux chapelles à la fin du XVe siècle, un porche en bois au XVIe siècle et une sacristie au XVIIIe siècle. À partir du début du XIXe siècle, elle subit de nombreuses restaurations, comme la réfections des autels en 1826, la refonte d'une cloche en 1846, et l'achat d'un orgue du facteur Georges Luce, à Lisieux en 1858. La voûte fut rénovée en 1866, avec les plâtres des murs et les boiseries. En 1900, le mauvais état du clocher nécessite d'importants travaux, qui furent les derniers de grandes ampleurs.

### Ancien presbytère
Appartenant à la commune depuis 1905, il fut construit vers 1850. Le dernier prêtre y ayant vécu est l'abbé Bardel. Il est resté fermé jusqu'à ce que la commune le restaure et le propose à la location en 1985.

### La salle des «Charitons»
Bâtiment en colombage construit entre le XVIIIe et XIXe siècles, il abrite jusqu'au 20 juillet 1902 la mairie de la commune. Elle fut donnée en concession à perpétuité à la confrérie des Charitons (d'où son nom) pour la somme de 1 000 francs. Après la disparition de la confrérie dans les années 1950, elle servit de cantine pour les enfants de l'école.

### École communale
Le bâtiment actuel de l'école publique de Saint-Victor fut reconstruit en 1852. Sa fondation est bien plus ancienne et il regroupait à l’origine les enfants des villages de Saint-Nicolas-du-Bosc-l'Abbé, de Plainville, de Grand-Camp et de Caorches.

### Calvaire
Situé au croisement de la route de Broglie et de la route d'Orbec, il fut édifié en 1908, à l'occasion d'une mission. L'on dit que de mémoire d'homme il y eut toujours un calvaire en cet endroit, autrefois de petite dimension. 
Il fut restauré après la Grande Guerre, par la famille Pierre Hébert, et repeint en 1933 aux frais de la famille Alphonse Thibout. La dernière restauration date de 2010, lors des travaux du carrefour.

### Statue de la Vierge

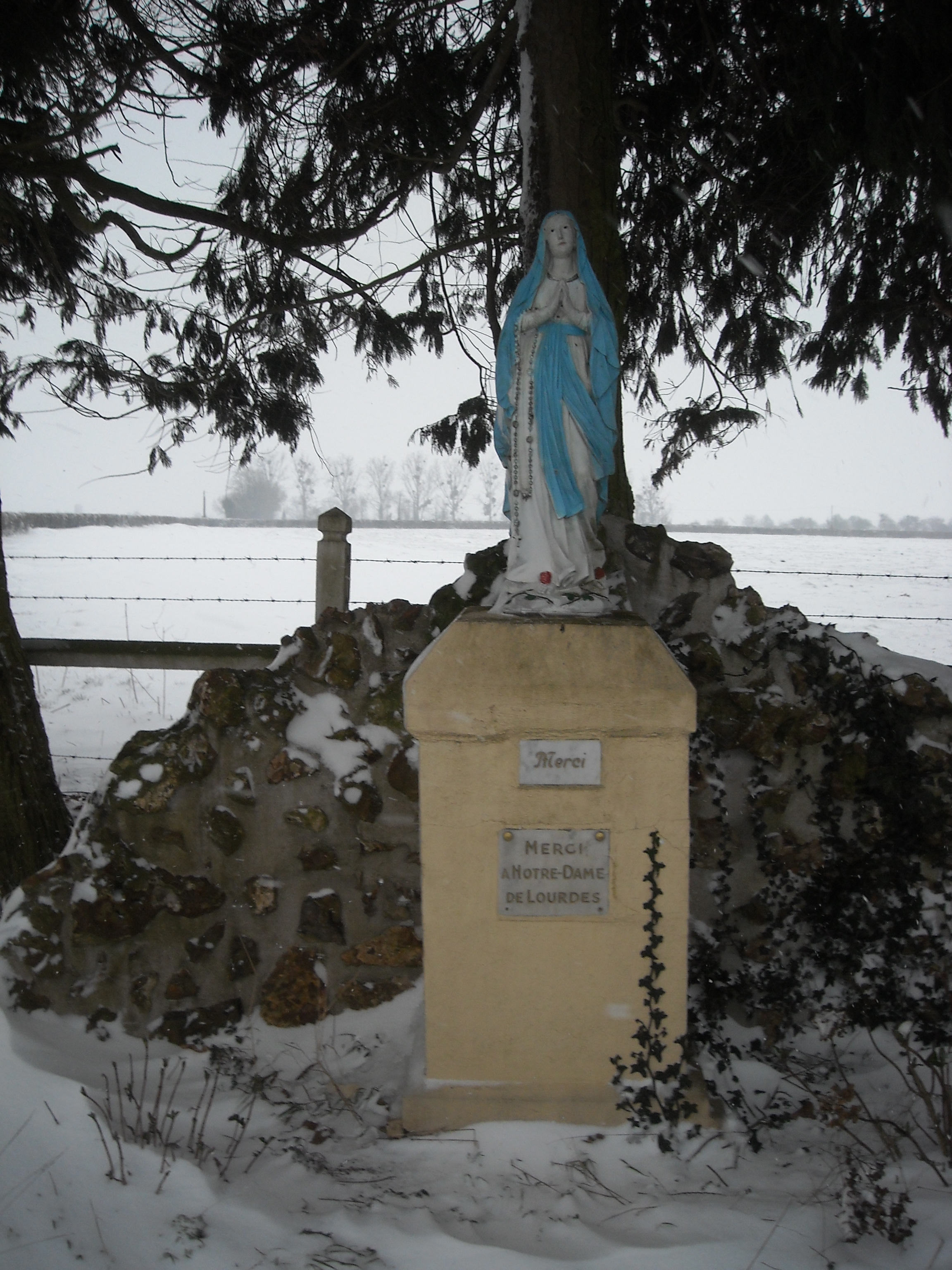
Statue de la Vierge, le 12 mars 2013.

Se trouvant aux bords de la route de Broglie, elle appartient à la famille Delapille. Elle fut érigée après la Seconde Guerre mondiale, après un vœu de guérison fait à Notre-Dame de Lourdes. La statue de la Vierge a été volée il y a quelques années[Quand ?], mais fut remplacée par Mme Delapille, doyenne de la commune.

### Manoirs et fermes
- Manoir de la Mare-Auger, construit au XVIIe siècle. Il se compose d'une cour, d'une étable, d'une remise, d'un pressoir à cidre et d'un colombier (aujourd'hui détruit).
- Un second manoir au lieu-dit de la Mare-Auger, lui aussi construit au XVIIe siècle. Il se compose d'une remise, d'un puits et de divers autres bâtiments.
- Une ferme au lieu-dit de la Mare-Auger, datant de la seconde moitié XVIIIe siècle.
- Le manoir du Haucard, construit durant la seconde moitié du XVIIe siècle. Il se compose d'une cour, d'un colombier, d'un pressoir à cidre et d'une grange.
- Un ensemble d'une quinzaine de fermes et de maisons sur toute la commune, s'étalant sur les XVIIIe et XIXe siècles. Ces bâtiments se composent de fours à pain, de poulaillers, pressoirs à cidre, de granges et étables, de puits et de remises.

## Personnalités liées à la commune
- Jean de Beaumais était, en 1390, patron de Saint-Victor-de-Chrétienville.
- Jean Le Michel, écuyer, sieur du Boulay et de Chrétienville, mort en 1702.
- La famille Le Neuf de Sourdeval, était avant la Révolution française, patron de Saint-Victor, Chrétienville, et Montenay.
- Messire Louis Bernardin Le Neuf, chevalier, comte de Sourdeval, le Saussay, Le Freine, Poret, Montenay, et d'autres lieux, ancien enseigne de vaisseau du Roy et chevalier de l'ordre royal et militaire de Saint Louis,  et sa femme Marie Jeanne Le Neuf, étaient seigneurs et patrons de Saint-Victor-de-Chrétienville, à la fin du XVIIIe siècle.
- Messire Louis Bonaventure Joseph, comte du Herbe, président de la fabrique, et parrain de la cloche en 1846.
- Louise Alexandrine Deshayes de Cassard, marraine de la cloche en 1846.